# Kokoda
 (février 2023).
La mise en forme du texte ne suit pas les recommandations de Wikipédia : il faut le « wikifier ».
Les points d'amélioration suivants sont les cas les plus fréquents :
- Les titres sont pré-formatés par le logiciel. Ils ne sont ni en capitales, ni en gras.
- Le texte ne doit pas être écrit en capitales (les noms de famille non plus), ni en gras, ni en italique, ni en « petit »…
- Le gras n'est utilisé que pour surligner le titre de l'article dans l'introduction, une seule fois.
- L'italique est rarement utilisé : mots en langue étrangère, titres d'œuvres, noms de bateaux, etc.
- Les citations ne sont pas en italique mais en corps de texte normal. Elles sont entourées par des guillemets français : « et ».
- Les listes à puces sont à éviter, des paragraphes rédigés étant largement préférés. Les tableaux sont à réserver à la présentation de données structurées (résultats, etc.).
- Les appels de note de bas de page (petits chiffres en exposant, introduits par l'outil «  Source ») sont à placer entre la fin de phrase et le point final[comme ça].
- Les liens internes (vers d'autres articles de Wikipédia) sont à choisir avec parcimonie. Créez des liens vers des articles approfondissant le sujet. Les termes génériques sans rapport avec le sujet sont à éviter, ainsi que les répétitions de liens vers un même terme.
- Les liens externes sont à placer uniquement dans une section « Liens externes », à la fin de l'article. Ces liens sont à choisir avec parcimonie suivant les règles définies. Si un lien sert de source à l'article, son insertion dans le texte est à faire par les notes de bas de page.
- La présentation des références doit suivre les conventions bibliographiques. Il est recommandé d'utiliser les modèles {{Ouvrage}}, {{Chapitre}}, {{Article}}, {{Lien web}} et/ou {{Bibliographie}}. Le mode d'édition visuel peut mettre en forme automatiquement les références.
- Insérer une infobox (cadre d'informations à droite) n'est pas obligatoire pour parachever la mise en page.

Pour une aide détaillée, merci de consulter Aide:Wikification.
Si vous pensez que ces points ont été résolus, vous pouvez retirer ce bandeau et améliorer la mise en forme d'un autre article.
Kokoda est une ville dans la province d'Oro de la Papouasie-Nouvelle-Guinée. Elle est connue car l'extrémité nord de Kokoda Track, site de l'éponyme campagne de la piste de Kokoda de la Seconde Guerre mondiale. Dans cette campagne, elle avait une importance stratégique car elle avait le seul aérodrome de la piste de Kokoda. Dans les décennies précédentes, elle avait été une simple implantation aux pieds des collines, à proximité des champs aurifères.

## Établissement de la ville
L'administration coloniale britannique a jugé qu'une force de police indigène et un contrôle colonial était nécessaire pour soumettre la région et la station gouvernementale de Kokoda fut fondée en 1904.

## Seconde Guerre mondiale
Un débarquement amphibie des forces japonaises pour capturer Port Moresby a été reporté indéfiniment après la Bataille de Midway,. Le commandement japonais croyait qu'il y avait une route meanant à travers la Chaîne Owen Stanley de Kokoda à la côte sud. Une armée d'invasion a atterri sur la côte nord aux alentours de Buna et Gona le 21 juillet 1942. Deux batailles ont eu lieu Dans et autour le village de Kokoda pendant le début de la campagne de la piste. Kokoda a été reprise par les forces australiennes le 2 novembre 1942, après la retraite japonaise vers la côte nord.
Cette station est liée à la capitale provinciale de Popondetta par une route accidentée et deux heures de trajet.
En août 2009, l'aéroport de Kokoda était la destination du vol 4684 de PNG Air qui s'est écrasé en essayant d'atterrir. Les treize personnes à bord ont été tuées, incluant neuf passagers australiens qui allaient marcher sur la piste de Kokoda, un passager japonais, et trois Papouans-néo-guinéens, en comptant les deux pilotes,.

## Climat
Kokoda a un climat de forêt tropicale typique avec de la pluie forte à très forte toute l'année. Il y a en moyenne 1 375 mm de précipitations par an et une température de 25,3 degrés celsius.